# Веремий, Вячеслав Васильевич
Вячеслав Васильевич Веремий (укр. В'ячеслав Васильович Веремій; 22 февраля 1980, Киев, Украинская ССР, СССР — 19 февраля 2014, Киев, Украина) — украинский журналист, погибший на Евромайдане. Герой Украины (2014, посмертно).

## Биография
Родился и всю жизнь прожил в Киеве. В 2003 году окончил Институт журналистики Киевского национального университета имени Тараса Шевченко.
После завершения учебы в университете стал работать журналистом. С 2005 и до закрытия в 2011 году был журналистом издания «Газета по-киевски», где работал корреспондентом городских новостей, в частности, провел журналистское расследование о строительстве резиденции Виктора Януковича «Межигорье». С октября 2011 по февраль 2013 работал на сайте «Обозреватель», подготовил 575 статей. Параллельно с работой в «Обозревателе», писал на сайт «Ukrainian iPhone», был редактором одной из рубрик. В начале 2013 года перешел на работу в газету «Сегодня», а через несколько недель ушёл оттуда в редакцию открывающейся газеты «Вести». В «Вестях» был одним из ведущих журналистов издания, писал на острые социальные темы, проводил журналистские расследования.
Работая в «Газета по-киевски», женился на корректоре этой газеты Светлане Кирилаш, в декабре 2009 года у них родился сын Максим.
Во время Евромайдана  Веремий с первого дня освещал события в Киеве для своего издания. Ряд его материалов отражали редакционную политику газеты «Вести», выступавшей против Евромайдана.
19 января 2014 года Веремий освещал противостояние на улице Грушевского. Во время боя у его ног разорвалась светошумовая граната «Терен-6», при взрыве разбились очки Веремия, и один из осколков попал в левый глаз. Он был дважды прооперирован в Александровской больнице. Был заменён хрусталик, глаз удалось сохранить. После выхода из больницы три недели Веремий провёл дома на больничном.
18 февраля впервые вышел на работу после лечения, несмотря на то, что практически не видел на левый глаз. По совету коллег в тот день он не ходил на Майдан, а работал в офисе. В связи с большим количеством событий в тот день свежий номер газеты верстался поздно, и Веремий работал в редакции до полуночи.

## Убийство
В ночь 19 февраля Веремий вместе с коллегой по изданию, IT-специалистом Алексеем Лымаренко, ехали с работы на такси домой, на Левый берег. На углу Владимирской и Большой Житомирской он заметил вооружённых людей в камуфляже и масках и пытался их сфотографировать из машины. Они тут же напали на автомобиль, начали его крушить, вытащили водителя и пассажиров. Водителю и Лымаренко после избиения удалось вырваться, а Веремия с криками «Кого снимал? Зачем снимал?» сильно избили, после чего выстрелили в спину.
Веремий был доставлен в реанимацию больницы скорой помощи, однако из-за потери крови и травм, несовместимых с жизнью, около шести часов утра 19 февраля умер во время операции.
Похоронен 21 февраля 2014 года, за день до своего 34-летия, на Лесном кладбище Киева.
ОБСЕ назвала убийство худшим актом насилия против СМИ с декабря 2013.
24 февраля Пётр Порошенко в эфире «Пятого канала» заявил, что убийца Веремия задержан, что вскоре опроверг и. о. министра МВД Арсен Аваков. 3 апреля были оглашены результаты расследования МВД и Генпрокуратуры Украины, согласно которым убийцы Веремия являлись «титушками» из Донбасса, нанятыми властью для преступлений против сторонников Евромайдана. Был задержан (затем отпущен под домашний арест, а далее под подписку о невыезде) избивавший Веремия ранее судимый Юрий Крысин по кличке «Шрек», а в организации данной преступной группы обвинили экс-руководителя медиа-холдинга «Контакт» Виктора Зубрицкого. Генпрокурор Украины Виталий Ярема в феврале 2015 года заявил: «под руководством Захарченко, который работал на должности министра внутренних дел, а также руководителя службы тылового обеспечения Павла Зинова непосредственно через помощника народного депутата Украины Юрия Иванющенко Армена Саркисяна была создана преступная организация, у которой стояла задача не пускать митингующих с Майдана, чтобы они не поднимались по улице Михайловской, и они расстреливали людей в упор».
По данным волонтёра Владимира Рубана, непосредственный убийца Веремия, 55-летний Джалал Алиев по кличке «Дима Дагестанец», был убит в Горловке на территории, подконтрольной ДНР 7 июля 2015 года.

## Память
23 мая 2014 на здании школы № 270 в Киеве, где учился Вячеслав Веремий, установлена мемориальная доска.
В начале апреля 2014 председатель КГГА Владимир Бондаренко предложил переименовать улицу Каштановую (на которой проживал журналист) на Троещине в Киеве в честь Веремия. В июне 2015 года КГГА предложила переименовать улицу Ильича в Дарницком районе.

## Награды
- Звание Герой Украины с вручением ордена «Золотая Звезда» (21 ноября 2014, посмертно) — «за гражданское мужество, патриотизм, героическое отстаивание конституционных принципов демократии, прав и свобод человека, самоотверженное служение украинскому народу, проявленные во время Революции Достоинства»[31].
- Медаль УПЦ КП «За жертвенность и любовь к Украине» (июнь 2015 году, посмертно)[32].
- Стипендия Президента Украины сыну Веремия Максиму[33]